# Keulenärmel

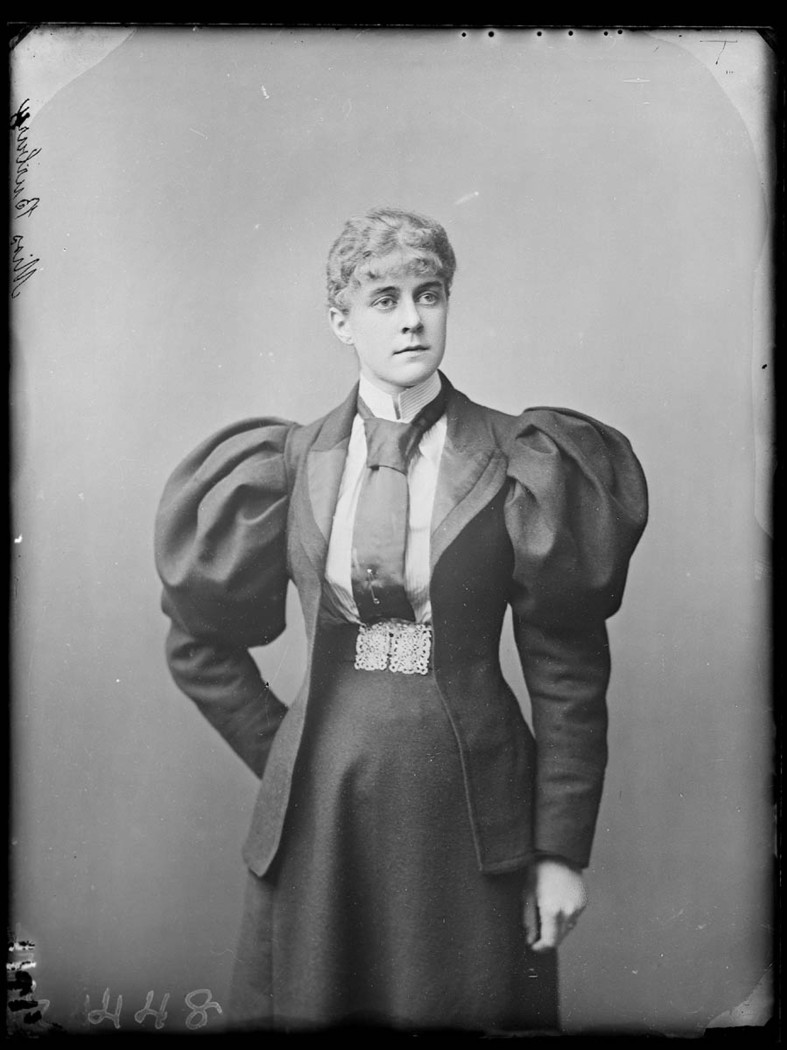
Keulenärmel als Teil der Frauentracht um 1900

Keulenärmel (auch Schinkenärmel; französisch Gigot) ist die Bezeichnung für einen von der Schulter bis zum Oberarm sehr weiten, vom Ellenbogen bis zum Handgelenk hin verengten Ärmel des Damenkleids. Dieser Modetrend kam erstmals Ende des 16. Jahrhunderts auf und wurde insbesondere im Biedermeier und dann wieder um 1900 modern.